# Károly utca (Prága)

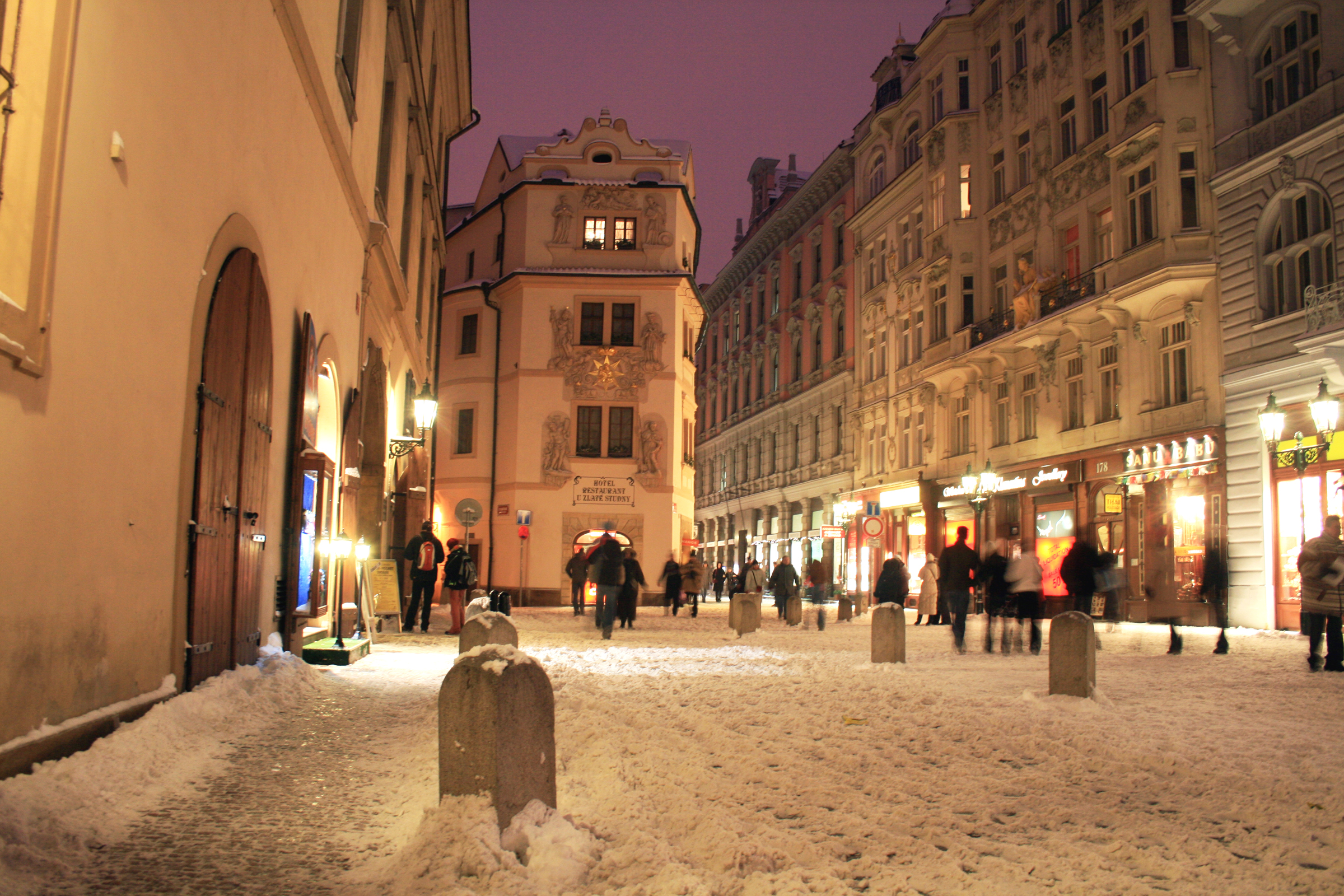
A behavazott Károly utca éjjel (2010-ben)

A Károly utca (Karlova) a Kis tér (Malé náměstí) és a Keresztesek tere (Křižovnické náměstí) között, nagyjából K–Ny irányban kanyarog a Károly híd felé Prága óvárosában.
Koordinátái:
- északi szélesség 50° 5' 10"
- keleti hosszúság 14° 24' 55".

## Története
Amikor még Prága egyetlen hídja a Károly híd volt, a hozzá vezető utca volt az Óváros egyik főutcája. A koronázási menet ezen az útvonalon haladt a hídhoz (majd kapaszkodott fel a Kisoldalon át a várhoz.
A 44/a ház nevezetessége, hogy itt (e ház elődjében) lakott 1607–1612 között Johannes Kepler.
A Colloredo–Mansfeld-palotában (Karlova 2) működött 1941–1948 között Vladimír Žikeš kiadója.
A 17–18. században arról volt nevezetes, hogy sok kézműves lakott itt, főleg cipészek.
1803-ban az utca nagy része leégett. A megsemmisült barokk épületeket zömmel jellegtelen házakkal pótolták.
A 20. század elején itt nyílt meg Prága első mozija.

## Az utca
A sétálóutcát kizárólag gyalogosok használhatják. Határos a Clam-Gallas-palotával is, de annak ebből az utcából nincs bejárata,

### Látnivalók, építészeti érdekességek
Művészettörténetileg legjelentősebb értéke Szeminárium utca sarkán álló, és az Arany kúthoz (U zlaté studny) címzett ház (175/3.), amelyet Jan Oldřich Mayer 1701-ben faragott barokk domborművei díszítenek. 
További nevezetes házai:
- Szent Szalvátor-templom,
- Mária mennybemenetele kápolna,
- Szent Kelemen-székesegyház,
- Klementinum,
- Arany Kígyó ház (Dům U Zlatého hada, čp. 181) — 1714-ben itt nyílt meg Prága első kávézója,
- Colloredo–Mansfeld-palota,
- Francia Korona ház (U Francouzské koruny),
- Pötting-palota (Pöttingovský palác),
- Macskás ház (Dům U Kočků)
- Staromáček II étterem (korábban György király söröző) — Karlova 454/46.
- Kepler-ház — Johannes Kepler egykori lakóházában rendezték be a nagy csillagászról elnevezett Kepler-múzeumot,[3] amely 2009-től 2017 végéig működött ebben az épületben. Ekkor a gyűjteményt a Prágai Nemzeti Műszaki Múzeum vette át, de új elhelyezése sem bizonyult megfelelőnek. Ezért 2022 elején a kiállítást ismét bezárták, és úgy tervezték, hogy még azévben a Prágai Planetáriumba helyezik át.

### Fontos intézmények
- Ta Fantastika Színház;
- DISK Színház (az Előadóművészeti Akadémia Színházi Karának intézménye);
- a Klementinum oldalbejárata a Cseh Nemzeti Könyvtárba vezet.

## Fordítás
- Ez a szócikk részben vagy egészben  a   Karlova (Praha) című cseh Wikipédia-szócikk ezen változatának fordításán alapul.  Az eredeti cikk szerkesztőit annak laptörténete sorolja fel. Ez a jelzés csupán a megfogalmazás eredetét és a szerzői jogokat jelzi, nem szolgál a cikkben szereplő információk forrásmegjelöléseként.